# Förmodan
En förmodan eller antagande inom matematik är ett påstående som antas vara sant, men som saknar ett känt bevis eller motbevis. (I engelska används benämningen "conjecture".) Ordet hypotes används ibland synonymt, men kan även beteckna ett tillfälligt antagande, exempelvis i ett motsägelsebevis. Om en förmodan kan bevisas blir den en matematisk sats. 
En mycket känd förmodan som bevisats är Fermats stora sats (som lite missvisande kallades sats även innan den bevisades). Berömda förmodanden som ännu väntar på ett bevis är Riemannhypotesen och primtalstvillingsförmodan.